# Emmanuel (chanteur)
Pour les articles homonymes, voir Emmanuel (homonymie).
Ne doit pas être confondu avec Emanuel (chanteur).
Jesús Emmanuel Arturo Acha Martínez, plus connu sous le nom de scène Emmanuel, est un chanteur mexicain né le 16 avril 1952 à Mexico. Il est surnommé le « Roi de la pop latino mexicaine » (en espagnol : « El rey del pop latino Mexicano »).

## Biographie
Il est le fils du torero Raúl Acha dit "Rovira", né en Argentine et qui est apparu à de nombreuses reprises sur la Plaza de Acho à Lima au Pérou, et de la chanteuse espagnole Conchita Martínez. Emmanuel a grandi à Chosica, une commune située à environ une heure de Lima, et a fréquenté le plus prestigieux pensionnat de Chosica, le Colegio Santa Rosa, des prêtres augustins.
Les chansons d'Emmanuel sont généralement des ballades, qui sont devenues populaires dans les années 1980. Son quatrième et plus grand album à ce jour, Íntimamente (Intimate), a été écrit par le célèbre compositeur espagnol de ballades Manuel Alejandro, en collaboration avec Ana Magdalena. Il est sorti en 1980.
Ses albums suivants ont également connu le succès avec des chansons d'amour mémorables. Il convient de noter (parmi beaucoup d’autres) son single à succès « La Chica de Humo » ("La Steam Girl"), une chanson de New jack swing qui est devenue l’un des plus grands succès de 1989, est également devenu un numéro un sur les US Hot Latin Track la même année. Le thème a été inclus sur l'album 1989 de Quisiera. Le clip vidéo de la chanson a une rotation constante sur les chaînes de musique mexicaine, uruguayenne et argentine et est devenu une chanson classique des années 80 en Amérique latine. [2] En 2011, Emmanuel a reçu le Billboard Latin Music Lifetime Achievement Award. [3]
Emmanuel continue de faire des tournées en Amérique latine avec des groupes comprenant des musiciens des États-Unis, notamment le guitariste Dick Smith de Earth, Wind and Fire, Kenny Loggins et Air Supply.
Le fils d'Emmanuel, Alexander Acha, est également un chanteur professionnel.

## Discographie
- 10 razones para cantar (1976)
- Amor sin final (1977)
- Al final (1979)
- Íntimamente (1980)
- Tú y yo (1982)
- En la soledad (1983)
- Emmanuel (1984)
- Desnudo (1986)
- Entre lunas (1988)
- Quisiera (1989)
- Vida (1990)
- Megamix (1991)
- Ese soy yo (1992)
- En gira (1993)
- Esta aventura (1994)
- Amor total (1996)
- Sentirme vivo (1999)
- Emmanuel presenta (2003) 2 CD
- Emmanuel retro en vivo (2007) CD + DVD
- Retro mix (2008)
- Lo esencial de Emmanuel (2009) 3 CD + 1 DVD
- Acústico en vivo (2011) CD + DVD
- Acústico en vivo (Édition spéciale) (2012) CD + DVD
- Inédito (2015)